# Deutz D 8006
Der Deutz D 8006 ist ein Traktor der Klöckner-Humboldt-Deutz AG aus der Deutz D-06-Reihe, der von 1970 bis 1978 in den Deutz-Werken in Köln produziert wurde. Technisch ähnelte er dem D 7506, der jedoch 5 PS weniger leistete. Zusätzlich zum Standardmodell wurde der D 8006 auch mit Allradantrieb unter der Typenkennzeichnung D 8006 A angeboten.
Der eingebaute Motor vom Typ F6L912 ist ein luftgekühlter Sechszylinder-Viertakt-Dieselmotor mit Trockenluftfilter und Axial-Kühlgebläse, der eine Leistung von 59 kW (80 PS) und ein maximales Drehmoment von 324 Nm bei 1400/min abgab. Damit erreichte er eine Höchstgeschwindigkeit von bis zu 32 km/h. Das Leergewicht der Normalversion betrug 3050 kg, mit Allradantrieb 3375 kg. Das FZ-Getriebe vom Typ T325 II war ein teilsynchronisiertes Klauenschaltgetriebe. Ab 1972 wurde schließlich ein vollsynchronisiertes Klauenschaltgetriebe vom Typ T3201 verwendet. Das Getriebe hatte 16 Vorwärts- und 7 Rückwärtsgänge.
Ab 1974 wurde der Farbton des D 8006 am Rumpf sowie an den Rädern geändert. Auf Wunsch war ab 1976 zudem ein Bosch-ZF-Kraftheber mit einer maximalen Hubkraft von 2200 kg, ein Fritzmeier-Verdeck und eine Druckluftanlage erhältlich. Eine hydraulisch betätigte Trommelbremse gehörte ab diesem Zeitpunkt zur Serienausstattung. 1978 wurde die Produktion des D 8006 sowie der dazugehörigen Version mit Allradantrieb eingestellt.